# Pseudarhaphes
Pseudarhaphes is een geslacht van kevers uit de familie  
kniptorren (Elateridae).
Het geslacht is voor het eerst wetenschappelijk beschreven in 1998 door Dolin & Girard.

## Soorten
Het geslacht omvat de volgende soorten:
- Pseudarhaphes fleutiauxi Dolin & Girard, 1998
- Pseudarhaphes madagascariensis (Fleutiaux, 1899)